# Operação Contragolpe
A Operação Contragolpe é uma investigação iniciada pela Polícia Federal do Brasil em 19 de novembro de 2024, com autorização do Supremo Tribunal Federal, para apurar crimes relacionados à tentativa de golpe de Estado que visava impedir a posse de Lula e Geraldo Alckmin, eleitos presidente e vice-presidente do Brasil em 2022. O grupo investigado, composto por militares das Forças Especiais do Exército e um policial federal, teria planejado assassinatos e sequestros de autoridades, utilizando técnicas militares e terroristas. A operação foi conduzida com base em decisão do ministro Alexandre de Moraes, que apontou a "extrema periculosidade" dos envolvidos.
Em 21 de novembro, a Polícia Federal do Brasil indiciou 37 pessoas, incluindo o ex-presidente Jair Bolsonaro, o ex-ministro da Defesa Walter Souza Braga Netto, e o ex-ajudante de ordens tenente-coronel Mauro Cid, pelos crimes de abolição violenta do estado democrático, golpe de Estado e organização criminosa.
Em 11 de dezembro, a Polícia Federal do Brasil indiciou mais três pessoas no inquérito do golpe de Estado, somando 40 pessoas no total. Todas são militares.

## Detalhes da operação

### 2024
A investigação revelou indícios de que o grupo planejava monitorar e assassinar Alexandre de Moraes, Lula e Geraldo Alckmin, mais uma quarta pessoa que se especula que seja Flávio Dino, utilizando métodos como envenenamento, tiros e explosivos. Entre os suspeitos presos estavam quatro militares do Exército Brasileiro conhecidos como "kids pretos" e um policial federal (PF). Um dos quatro militares, o general de brigada Mario Fernandes, havia sido secretário-executivo, segundo posto mais importante da Secretaria-Geral da Presidência, quando o também general Luiz Eduardo Ramos comandou a pasta, e chegou a assumir interinamente como ministro em meio às trocas promovidas por Bolsonaro no setor. Segundo o despacho do STF, o plano envolvia o uso de veículos oficiais do Batalhão de Ações de Comandos para monitoramento e ações de inteligência contra os alvos.
De acordo com a PF, a organização era composta por cinco núcleos operacionais: ataques virtuais contra opositores, deslegitimação de instituições como o STF e o TSE, planejamento do golpe de Estado, oposição às medidas sanitárias da pandemia de Covid-19 e desvio de recursos públicos. A PF destacou que o grupo iniciou o monitoramento das autoridades após uma reunião na casa do ex-ministro da Defesa Walter Braga Netto em novembro de 2022. O ajudante de ordens Mauro Cid teria oferecido R$ 100 mil para financiar o plano de assassinato.
Entre os planos cogitados estava a eliminação simultânea de Lula e Alckmin, com o objetivo de extinguir a chapa vencedora das eleições de 2022. Para isso, considerava-se o uso de substâncias químicas para provocar colapsos orgânicos, aproveitando a vulnerabilidade de saúde de Lula. O grupo admitia a possibilidade de mortes dos próprios envolvidos durante as operações, demonstrando disposição para ações extremas em prol do golpe de Estado.
Em 2 de dezembro de 2024, o ministro do Supremo Tribunal Federal (STF), Alexandre de Moraes, autorizou a transferência para o Comando Militar do Planalto, em Brasília, do general de brigada Mário Fernandes e do tenente-coronel Rodrigo Bezerra, acusados de planejar um golpe de Estado. Em 4 de dezembro, o ministro Alexandre de Moraes também autorizou a transferência para Brasília do tenente-coronel do Exército Hélio Ferreira Lima, um dos militares presos na Operação Contragolpe.
Em 14 de dezembro de 2024, o general Braga Netto foi preso pela PF sob a acusação de ter sido o mentor do planejamento do golpe, sob os comandos de Jair Bolsonaro, e responsável por dar respaldo ao plano.
Em 30 de dezembro de 2024, o ministro do STF, Alexandre de Moraes, suspendeu as visitas ao tenente-coronel Rodrigo Bezerra, um dos militares investigados por suposta tentativa de golpe de Estado. A decisão do ministro ocorreu após a irmã do militar esconder equipamentos eletrônicos numa caixa de panetone. Na tarde do dia 28 do mesmo mês, a irmã do tenente-coronel tentou entrar com fone de ouvido, cabo USB e cartão de memória no Batalhão de Polícia do Exército (BPEB), onde o tenente-coronel Rodrigo Bezerra está em prisão preventiva.

### 2025
Em fevereiro de 2025, um dos áudios divulgados pela Polícia Federal mostrou a atuação do agente da PF, Wladmir Matos Soares, acusado de vazar informações sobre a segurança do presidente Lula durante a transição de governo, que ocorreu no dia 13 de novembro de 2022. Em maio de 2025, foram divulgados novos áudios, datados de dezembro de 2022 a janeiro de 2023, nos quais Soares afirma ter integrado uma equipe que planejava fazer a "defesa armada" de Jair Bolsonaro, com ações que incluiriam capturar o ministro do STF Alexandre de Moraes, "tomar tudo" e "matar meio mundo de gente".

## Repercussão
Além de ampla repercussão na mídia e em redes sociais, o caso repercutiu na mídia internacional. Governistas deram amplo apoio à operação, mas aliados de Bolsonaro, incluindo seus filhos Flávio Bolsonaro e Eduardo Bolsonaro amenizaram o caso, tratando-o como "cortina de fumaça" e tentativa de atacar a reputação de Jair Bolsonaro. Ambos também chegaram a colocar em dúvida se o planejamento dos crimes poderia ser considerado, em si, um crime.
Em 21 de novembro, a imprensa internacional repercutiu o indiciamento do ex-presidente Jair Bolsonaro e mais 36 pessoas por cometerem uma tentativa de golpe de Estado no Brasil. Em 27 de novembro, a imprensa internacional também repercutiu a quebra do sigilo do relatório da PF sobre a tentativa de golpe no país.

## Lista de indiciados
A PF indiciou 37 pessoas pelos crimes de abolição violenta do Estado democrático de direito, golpe de Estado e organização criminosa. Posteriormente, em dezembro de 2024, mais 3 nomes foram adicionados à lista, levando a um total de 40 pessoas:
- Ailton Gonçalves Moraes Barros
- Alexandre Castilho Bitencourt da Silva
- Alexandre Rodrigues Ramagem
- Almir Garnier Santos
- Amauri Feres Saad
- Anderson Gustavo Torres
- Anderson Lima de Moura
- Angelo Martins Denicoli
- Aparecido Andrade Portella
- Augusto Heleno Ribeiro Pereira
- Bernardo Romao Correa Netto
- Carlos Cesar Moretzsohn Rocha
- Carlos Giovani Delevati Pasini
- Cleverson Ney Magalhães
- Estevam Cals Theophilo Gaspar de Oliveira
- Fabrício Moreira de Bastos
- Filipe Garcia Martins
- Fernando Cerimedo
- Giancarlo Gomes Rodrigues
- Guilherme Marques de Almeida
- Hélio Ferreira Lima
- Jair Messias Bolsonaro
- José Eduardo de Oliveira e Silva
- Laercio Vergilio
- Marcelo Bormevet
- Marcelo Costa Câmara
- Mario Fernandes
- Mauro Cesar Barbosa Cid
- Nilton Diniz Rodrigues
- Paulo Renato de Oliveira Figueiredo Filho
- Paulo Sérgio Nogueira de Oliveira
- Rafael Martins de Oliveira
- Reginaldo Vieira de Abreu
- Rodrigo Bezerra de Azevedo
- Ronald Ferreira de Araujo Junior
- Sergio Ricardo Cavaliere de Medeiros
- Tércio Arnaud Tomaz
- Valdemar Costa Neto
- Walter Souza Braga Netto
- Wladimir Matos Soares